# Niezależne Stowarzyszenie Psychiatryczne
Niezależne Stowarzyszenie Psychiatryczne Rosji (ros. Независимая психиатрическая ассоциация России) – rosyjska organizacja pozarządowa działająca na rzecz praw człowieka. Została stworzona w 1989 roku jako zrzeszenie psychiatrów, psychologów medycznych i prawników pracujących w dziedzinie psychiatrii. Powodem powstania organizacji była psychiatria represyjna w ZSRR. Skład Grupy Inicjatywnej stanowili Aleksandr Podrabinek i psycholog Wiktor Łanowoj (ros. Виктор Лановой), który został pierwszym prezydentem organizacji. Na tym stanowisku zastąpił go Jurij Sawenko, gdy Łanowoj wyemigrował do Izraela. Od października 1989 roku organizacja  jest członkiem Światowego Stowarzyszenia Psychiatrycznego. Od 1991 roku ukazuje się pismo „Niezawisimyj psichiatriczeskij żurnał”, będące oficjalnym organem prasowym organizacji.